# Та (буква маньчжурского алфавита)

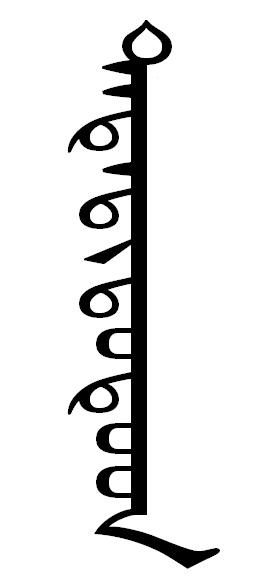
Татэтитотут

Хэргэни та — условно выделяемая буква маньчжурского силлобария Чжуван чжувэ, обозначает глухой альвеолярный взрывной согласный /t/. Правила написания буквы находятся в единстве с правилами написания парной звонкой буквы «Да». Буква «Да» отличается точкой справа и они могут рассматриваться как одна буква Т/Д. Основными графическими маркерами являются битуу (монг. петля) и санджитай шилбэ (монг. кость с петлёй).
По традиции, перешедшей из монгольской письменности, буква имеет два варианта написания (два в начале и два в середине слова). В монгольском это применяется для уточнения произношения следующих за согласной гласных букв, имеющих одинаковое написание. В маньчжурской письменности не различаемые в монгольском гласные различаются с помощью тонки (точка справа), но при написании этой буквы из-за графического минимализма происходит накладка с буквой «Да», которая тоже отличается с помощью тонки и использование двух вариантов написания так же имеет дифференциальное значение.
Восьмой раздел Чжуван чжувэ составлен из слогов, оканчивающихся на букву «Та». Как финаль в конце слова буква «Та» пишется через гедес и орхицу, такое написание приводит к совпадению с написанием окончания «-он». В этой ситуации дифференциальным признаком так же будет предстоящая буква и непосредственное знание лексики. Если предстоящая буква гласная, то это, скорей всего, финаль «-т».
Слоги с буквой «Та» в первом разделе силлобария Чжуван чжувэ:

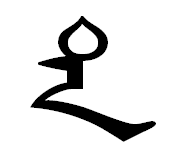
Та
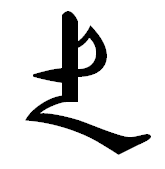
Тэ
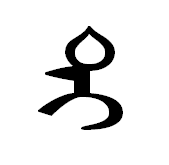
Ти

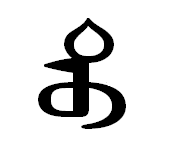
То
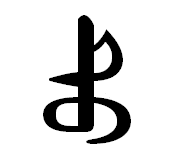
Ту